# Eduard Heger
Eduard Heger, né le 3 mai 1976 à Bratislava, est un homme d'État et économiste slovaque. Après avoir été le ministre des Finances et vice-président du gouvernement pendant un an, il est investi président du gouvernement de la Slovaquie le 1er avril 2021 à la suite de la démission d'Igor Matovič dans un contexte de crise gouvernementale causée par des désaccords au sein de la coalition au pouvoir au sujet du vaccin russe contre la COVID-19 Sputnik V.

## Éducation et carrière professionnelle

### Éducation
En 1999, il a obtenu son bachelor en économie à l'université d'économie de Bratislava.

### Carrière professionnelle
Après son diplôme, il devient assistant du directeur général de la compagnie slovaque Intercomp Imex, qui produit des accessoires de salles de bain. Dans les années 1998 et 1999 il travaille comme manager aux restaurants Kohútik à Bratislava. De 1999 à 2000, il est directeur des ventes chez EBI. De 2001 à 2005, il a travaillé comme consultant junior pour la société américaine Cubic Application, qui a agi en tant que conseillers auprès du ministère slovaque de la Défense. De 2005 à 2007, il a travaillé comme directeur de la communauté chrétienne sous l'administration de la cathédrale Saint-Martin de Bratislava. De 2007 à 2016, il a travaillé aux États-Unis en tant que directeur national pour le producteur de vodka slovaque Old Nassau,.

## Parcours politique

### Dans l'opposition
(mai 2023).
Le contenu est difficilement compréhensible vu les erreurs de traduction, qui sont peut-être dues à l'utilisation d'un logiciel de traduction automatique.
Lors des élections législatives slovaques de 2016, il s'est présenté de la 24e place sur la liste du mouvement anti-corruption OĽaNO au Conseil national de la République slovaque. Après les votes personnels des électeurs, dont il a reçu plus de 15 000, il s'est classé dixième de son mouvement et est élu député. Il est devenu président du groupe parlementaire OĽaNO, président du comité parlementaire pour le contrôle du renseignement militaire et membre des comités parlementaires des affaires économiques et européennes. Il était un critique très actif et vigoureux du gouvernement au parlement. Pendant son mandat, il a été évalué comme le 2e membre le plus actif du parlement. Il a présenté 173 projets de loi et a pris la parole 680 fois au parlement. Il était le ministre fantôme des Finances de l'opposition et a élaboré le programme économique de son mouvement pour des finances publiques «saines» et présenté un ensemble de mesures pour lutter contre la bureaucratie. Il a également participé et organisé plusieurs manifestations anti-corruption et anti-gouvernementales.

### Vice-président du gouvernement
Lors de la formation du gouvernement Matovic en mars 2020, il est nommé ministre des Finances et vice-président du gouvernement. Il gardera ses fonctions un an, jusqu'à l'éclatement du gouvernement en mars 2021.

### Président du gouvernement
Le 28 mars 2021, à l'issue de tractations avec ses partenaires de coalition, Igor Matovič propose de démissionner en échange de la nomination d'Eduard Heger au poste de président du gouvernement. Matovič doit être en échange nommé ministre des Finances dans le prochain gouvernement.
Le 30 mars 2021, comme prévu, la présidente de la République confie à Eduard Heger la mission de former un nouveau gouvernement, avec l'aval de tous les partis de la coalition initiale,. Cette permutation de postes que le président du gouvernement sortant avait lui-même proposée permet d'apaiser les tensions au sein de la majorité parlementaire. Le nouveau gouvernement, sans changement par rapport au précédent sauf pour le portefeuille de la Santé, est assermenté le 1er avril.
En avril 2021, il décide de continuer d'acheter et d'utiliser le vaccin russe Sputnik V contre la COVID-19.
Le 15 décembre 2022, les députés slovaques votent une motion de censure contre le gouvernement d'Eduard Heger proposé par le parti SaS, qui faisait auparavant parti de la coalition de gouvernement. 78 députés sur 150 ont voté en faveur de cette motion. Le 6 mars 2023, il annonce sur son profil Facebook avoir quitté OĽaNO. Le lendemain, il devient président des Démocrates.

## Vie privée
Il a quatre enfants avec à sa femme Lucia. C’est un fervent catholique, qui s’est converti à la mort de son père en 1999.